# Андерграунд култура
Подземни или андерграунд уметнички производ је створен изван контроле било каквог комерцијалног система, а обично подразумева нешто разорно, субверзивно, превратничко. Појам бива установљен у шездесетим када су се многи филмови приказивали тајно, преиспитујући лажне етичке кодексе и религијске норме, чиме су долазили у сукоб са цензуром и законом. 
Такође, термин подземни карактерише уметност и уметнике који нису корпорацијски подржани и који својим приватним финансијским средствима производе дела (види: самиздат). 